# Arnold Breymann
Arnold Breymann (* 30. August 1866 in Wolfenbüttel; † 16. August 1933 ebenda) war ein deutscher Christlicher Archäologe und Lehrer. Er leitete von 1896 bis 1933 die Privatschule für Mädchen „Neu-Watzum“ in Wolfenbüttel.

## Leben
Arnold Breymann stammte aus einer braunschweigischen Pastorenfamilie. Sein Großvater war der Pastor Ferdinand Breymann (1797–1866), sein Vater der Pastor Carl Breymann (1832–1909, eines von zehn Kindern). Seine Mutter war Luise Mirow (1839–1893).
Arnold Breymann besuchte von 1876 bis 1886 das Gymnasium zu Wolfenbüttel. Gemäß der Familientradition studierte er Evangelische Theologie, zunächst an der Universität Tübingen (wo er zugleich seinen Militärdienst absolvierte), später an den Universitäten zu Göttingen und Berlin. Im Herbst 1890 bestand Breymann das erste theologische Examen, entschied sich aber zu weiteren Studiensemestern in Berlin, wo er sich besonders der Kunstarchäologie widmete. Er besuchte Vorlesungen und Übungen bei Ernst Curtius, Karl Frey, Adolf Furtwängler, Botho Graef, August Kalkmann, Reinhard Kekulé von Stradonitz, Otto Puchstein und vor allem bei Nikolaus Müller, der Breymann auch zu seiner Doktorarbeit anregte. Breymann lebte vorübergehend in Oker bei Goslar, wo sein Vater mittlerweile als Pastor wirkte. Für das Jahr 1892/93 erhielt er das Reisestipendium des Deutschen Archäologischen Instituts, das ihm eine Forschungsreise nach Italien ermöglichte. 1893 erschien seine Doktorarbeit über die bildliche Darstellung von Adam und Eva, mit der er an der Universität Göttingen zum Dr. phil. promoviert wurde.
Nach seiner Rückkehr aus Italien (1893) trat Breymann in das Predigerseminar zu Wolfenbüttel ein. Während dieser Zeit erhielt er das Angebot, als Hilfsprediger bei der deutschen evangelischen Gemeinde in Neapel zu arbeiten. Er entschied sich jedoch stattdessen, in Wolfenbüttel die Leitung der Privatschule für Mädchen (genannt „Neu-Watzum“, auch Breymannsches Institut) zu übernehmen, die seine Tante Henriette Schrader-Breymann (1827–1899) 1854 gegründet hatte. Breymann leitete die Schule von 1896 an fast 40 Jahre lang und unterrichtete selbst die Fächer Religion, Deutsch, Literatur, Kunstgeschichte, Bürgerkunde, Geschichte und Erdkunde. Mit wissenschaftlichen Veröffentlichungen trat er nicht mehr hervor, aber er veröffentlichte eine Festschrift zum 50-jährigen Jubiläum seiner Schule und war Mitglied (später Schatzmeister) der Gesellschaft der Freunde Wilhelm Raabes.
Die Breymannsche Privatschule verlor nach dem Ersten Weltkrieg an Bedeutung, da sie keinen staatlich anerkannten Abschluss ermöglichte. In den 1930er Jahren exponierte sich Arnold Breymann als Gegner des Nationalsozialismus und Antisemitismus: Im Jahresbericht des Vereins ehemaliger Schülerinnen von Neu-Watzum (1932/33) kritisierte er den von den Nationalsozialisten geforderten Boykott jüdischer Geschäfte und den Terror der SA; außerdem bestand er darauf, weiterhin jüdische Schülerinnen zu unterrichten. Der Jahresbericht wurde daraufhin beschlagnahmt und Breymann für kurze Zeit inhaftiert.

## Schriften (Auswahl)
- Adam und Eva in der Kunst des christlichen Alterthums. Die Monumente. Wolfenbüttel 1893 (Dissertation)
- Festschrift zum 50-jährigen Jubiläum des Breymannschen Instituts. Wolfenbüttel 1906